# Dames Vlaanderen

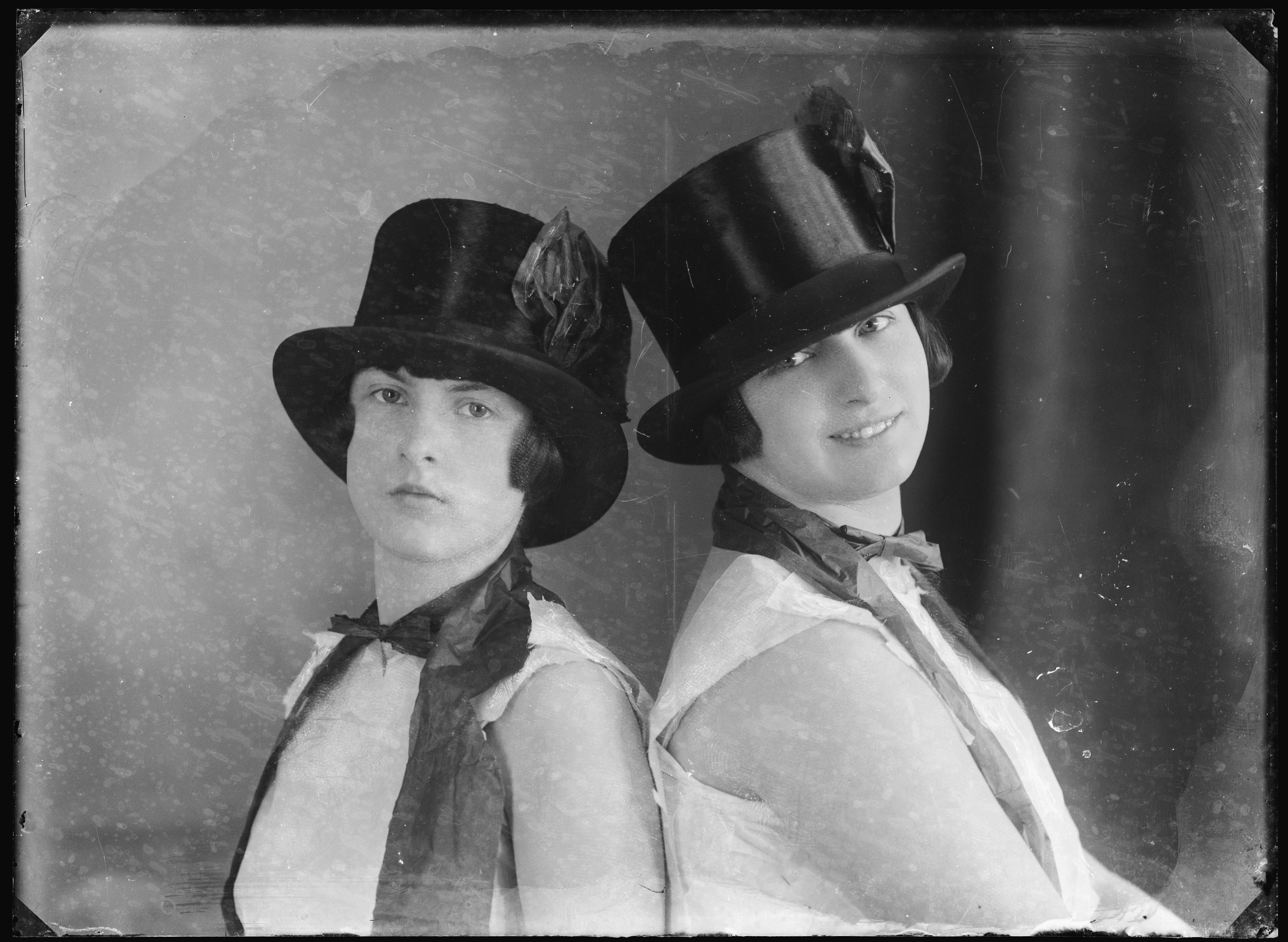
Tonny en Sophie Vlaanderen

De Alkmaarse portretfotografe Tonny Vlaanderen (Alkmaar, 11 december 1901 - Alkmaar, 31 juli 1993) en haar zuster Sophie Vlaanderen (Alkmaar, 2 januari 1905 - Alkmaar, 22 september 1995) staan bekend als de Dames Vlaanderen. Ze hadden samen van 1939 t/m 1972 een fotostudio aan de Oudegracht in Alkmaar. Ze maakten voornamelijk foto's van inwoners van Alkmaar en omgeving.

## Leven en werk

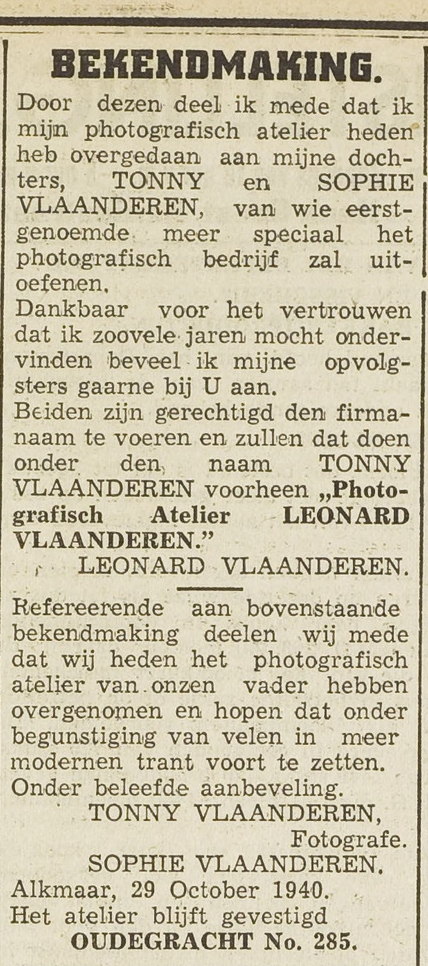
Bekendmaking, gepubliceerd in de Alkmaarsche Courant 2 november 1940

Tonny stond al op jonge leeftijd te retoucheren in het fotoatelier van haar vader, Leonard Vlaanderen (1871-1941). Toen hij ziek werd in 1923 werden zijn echtgenote Guurtje Twisk (1876-1955) en zijn dochters verantwoordelijk voor de bedrijfsvoering. In 1940 deed Leonard Vlaanderen zijn fotostudio over aan zijn dochters.
Er werd altijd gewerkt met glasplaten, ook toen professionele fotografen al lang waren overgestapt op celluloid. Omdat Tonny zeer getalenteerd was in het retoucheren van portretten bleef zij hieraan vasthouden.
Het portretteren van de vele inwoners en soms grote gezinnen was een langdurige aangelegenheid. Tonny stelde hoge eisen aan haar werk. De geportretteerden moesten vaak lang in een oncomfortabele houding zitten
In de oorlog hadden de zusters veel werk aan het maken van pasfoto’s voor de verplichte persoonsbewijzen en portretfoto’s van Duitse militairen. Omdat er vaak geen stroom was hadden de zusters een daglichtatelier gemaakt, iets wat Tonny van haar vader had geleerd. Tonny Vlaanderen werkte tot haar 70e in het atelier, dat in 1972 sloot.
De zussen bleven ongehuwd en kinderloos.
Zij hadden een broer Jacques Vlaanderen (1900-1986), oprichter en eigenaar van de fotozaak Flandria in de Langestraat, Alkmaar.
De dames Vlaanderen stonden bekend als zeer excentriek en kwamen veelvuldig in de media, waaronder in het programma De Stoel van Rik Felderhof in 1993.
In 2013 is in het Stedelijk Museum Alkmaar een tentoonstelling aan hun werk en leven gewijd.

## Selectie foto’s van de Dames Vlaanderen

### Collectie Regionaal Archief Alkmaar
De ongeveer 20.000 glasnegatieven die zijn gemaakt door de Dames Vlaanderen zijn overgedragen aan het Regionaal Archief Alkmaar. In de meeste gevallen is het onduidelijk wie er op de foto’s staan omdat de dames Vlaanderen nooit een administratie bijhielden.

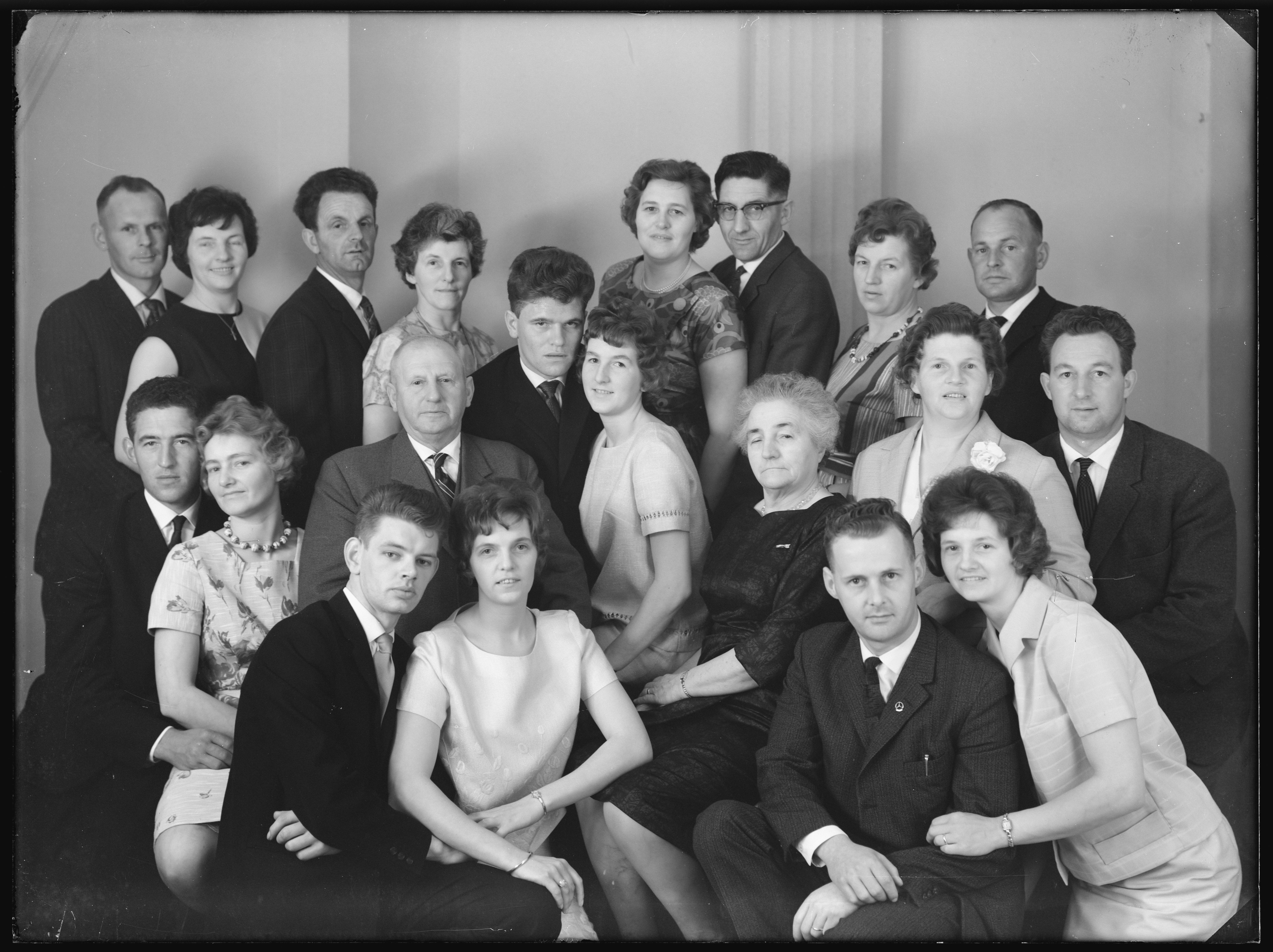
Groepsfoto van een grote familie
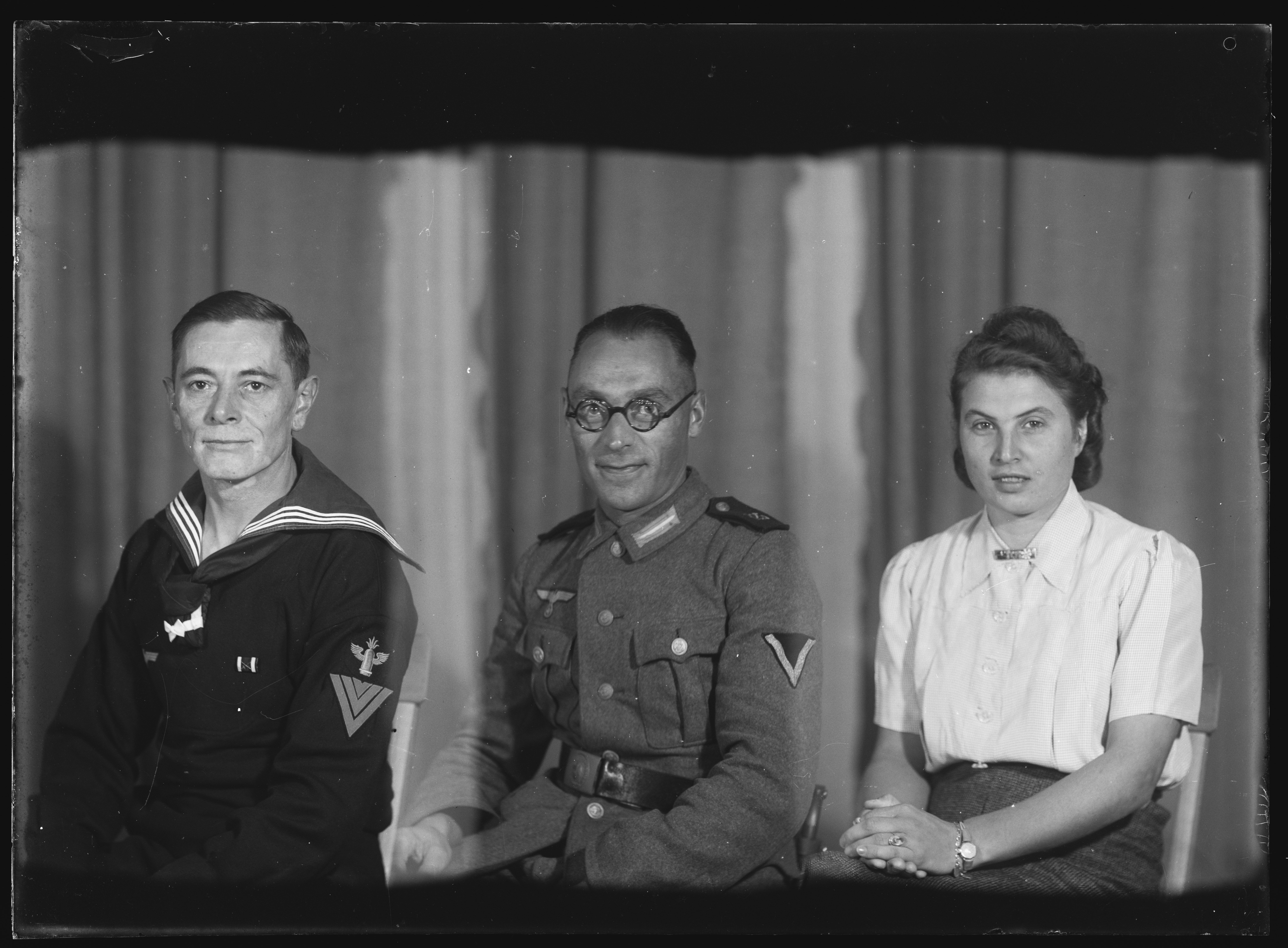
Groepsfoto van een matroos uit de Duitse Kriegsmarine, een Wehrmacht soldaat en een vrouw.
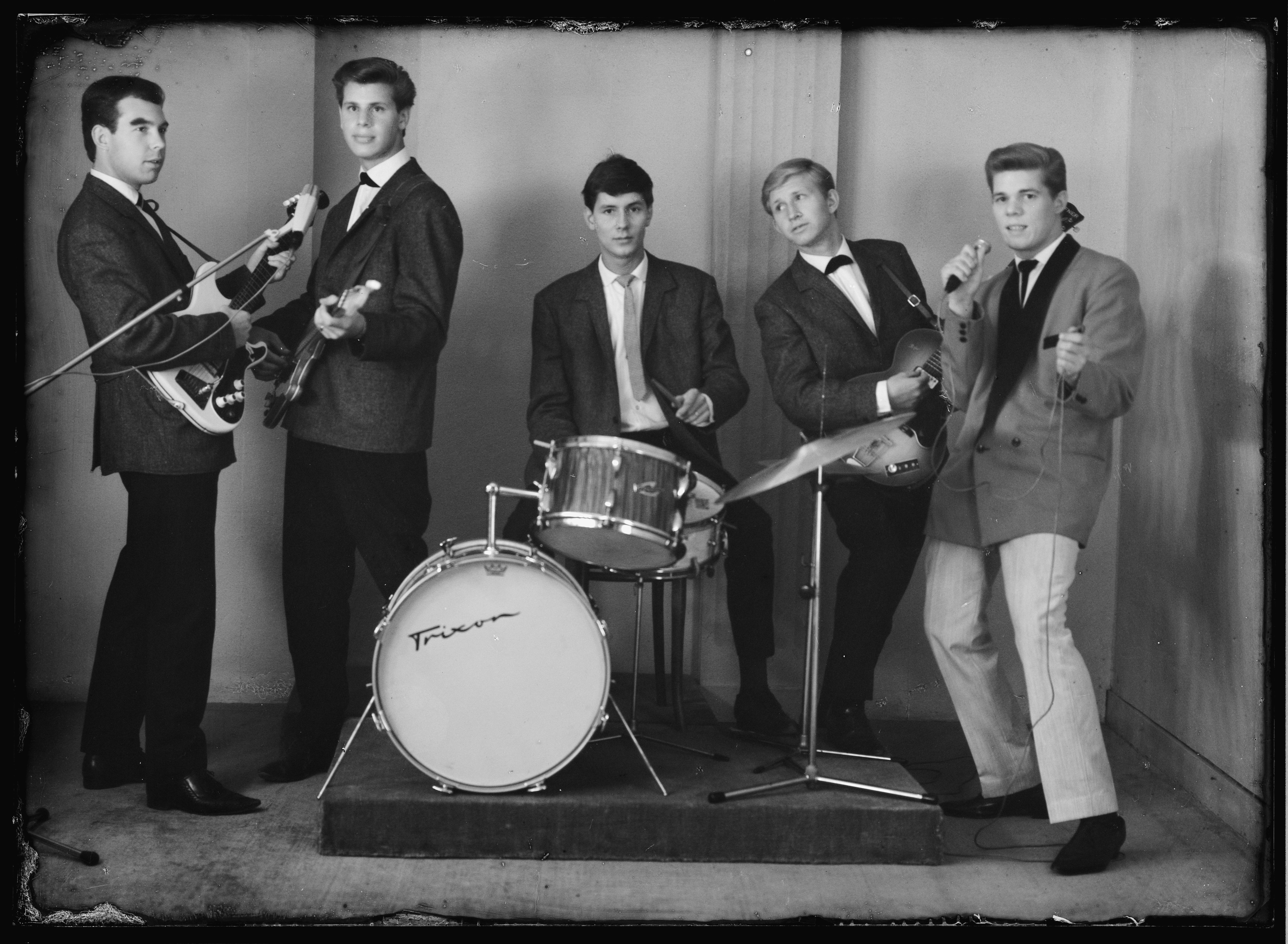
Leden van de band Johnny and his drifting four. Deze band kreeg later de naam The Vips. 1962.